# Vångagylet (Örkeneds socken, Skåne)
Vångagylet är en sjö i Osby kommun i Skåne och ingår i Skräbeåns huvudavrinningsområde.